# Vivungi
Vivungi (även Vivunki, Viivvuk) är en liten by i Jukkasjärvi socken, Kiruna kommun. Byn ligger i Torne lappmark.
Vivungi ligger cirka 24 kilometer nordost om Vittangi och cirka 80 kilometer öster om Kiruna fågelvägen eller 104 kilometer från Kiruna via landsväg. För att komma till Vivungi följer man vägen mot Lainio österut från Vittangi, först länsväg 395, därefter länsväg BD 891 via Kuoksu till Kanistieva ungefär halvvägs mellan Kuoksu och Lainio , därefter länsväg BD 892 fram till Vivungi.
Byn ligger på 312 meters höjd över havet inom Vittangi skogssameby, på Vivunkijärvis (306 m ö.h.) västra sida. Sjön avvattnas via Vivunkijoki till den större sjön Vaikkojärvi i öster. Denna sjö avvattnas i sin tur norrut till Lainioälven genom Vaikkojoki, på vars västra sida Europas mest omfattande fångstgropssystem ligger. 
I Vivungi by bebos sommartid ett trettiotal stugor. Byn har tio åretruntboende familjer. I september 2020 fanns det enligt Ratsit 5 personer över 16 år registrerade med Vivungi som adress.
Byn grundades under 1770-talet och den egentliga grundläggare har dock, enligt en mycket trovärdig tradition, varit en man vid namn Henrik Vuolevinpoika Kyrö från Pello i Övertorneå socken. Denna skall vid tiden för Stora ofreden ha slagit sig ned i norra ändan av byn, ej långt från nuvarande färjstället. I byn bodde hembygdsforskaren Uno F. Olsson (1906-1986) i sin barndom och byggde där en stuga med ladugård under storstrejken i Kiruna omkring 1929-1930.